# Ленинградский сельский округ
Ленинградский сельский округ (каз. Ленинград ауылдық округі) — административная единица в составе Акжарского района Северо-Казахстанской области Казахстана. Административный центр — село Ленинградское.
Население — 4840 человек (2009, 6167 в 1999, 8741 в 1989).

## История
Ленинградский сельский совет образован 11 января 1957 года указом Президиума Верховного Совета Казахской ССР. 24 декабря 1993 года решением главы Кокчетавской областной администрации образован Ленинградский сельский округ.
В состав сельского округа были включены территории ликвидированных Кызылтуского (село Кызылту) и Куйбышевского (село Куйбышевское) сельских советов. Село Жанатлек было ликвидировано.

## Состав
В состав округа входят такие населенные пункты:
| Населенный пункт    | Население, человек (1989) | Население, человек (1999) | Население, человек (2009) |
| ------------------- | ------------------------- | ------------------------- | ------------------------- |
| Дауит, село         | 1446                      | 1028                      | 776                       |
| Жанатлек, село      | 109                       | -                         | -                         |
| Кызылту, село       | 1043                      | 906                       | 555                       |
| Ленинградское, село | 6143                      | 4233                      | 3509                      |